# Across The Concrete Sky
Across the Concrete Sky es un álbum de estudio del dúo australiano Air Supply publicado en el año 2003, el cual incluye el sencillo "Goodnight" que alcanzó reconocimiento comercial. El músico argentino Alejandro Lerner coescribió la canción "A Place Where We Belong" junto a Graham Russell.

## Lista de canciones
1. "Shadow of the Sun" – 5:42
2. "Big Cat" – 4:43
3. "Love Is the Arrow" – 3:34
4. "We Are All Children" – 4:49
5. "A Place Where We Belong" – 4:57
6. "Feel Like Screaming" – 4:43
7. "I'll Find You" – 4:12
8. "Come to Me" – 5:31
9. "I Want You" – 4:50
10. "You Belong to Me" – 3:56
11. "Goodnight" – 2:36